# MKU
Mina kumulacyjna uniwersalna (MKU) – polska mina przeciwpancerna z ładunkiem kumulacyjnym. Mina przestarzała, zastąpiona przez minę MPP-B.

## Charakterystyka
Mina MKU miała cylindryczny korpus z blachy stalowej. Wewnątrz korpusu znajdowało się 5,5 kg trotylu tworzącego ładunek kumulacyjny. W pokrywę miny wkręcany był jeden z trzech zapalników:
- ZE-MKU – elektryczny
- PZP-MTU – prętowy
- MW-5P – naciskowy

Miny z zapalnikami PZP-MTU wybuchały pod dnem pojazdów pancernych, z zapalnikiem MW-5P pod gąsienicą. W pierwszym przypadku następowało przebicie dna kadłuba, w drugim zerwanie gąsienicy. W przypadku stosowania zapalnika PZP-MTU mina miała większą skuteczność, ale była łatwa do wykrycia i wytrałowania. Dlatego MKU została zastąpiona mina MPP-B wyposażona w zapalnik niekontaktowy.